# Velenje (stad)
Velenje (Duits: Wöllan) is een stad in Slovenië en maakt deel uit van de Sloveense gemeente Velenje in de NUTS-3-regio Savinjska. De plaats telde 25.594 inwoners op 1 januari 2020.
Bij Velenje ligt een groot meer, een energiecentrale en een mijn. De stad is de thuisbasis van bedrijf Gorenje d.d..

## Sport
In 2004 was Velenje een van de speelsteden tijdens het EK handbal (mannen).
De grootste en bekendste voetbalclub is Rudar Velenje.